# Gerhard von Tiesenhausen
Gerhard Diedrich Jakob von Tiesenhausen (em letão:  Gerhards fon Tīzenhauzens; Tartu, 26 de março de 1878 — Tiraspol, 26 de outubro de 1917) foi um arquiteto da art nouveau letoniano.
Pai de Hans-Dietrich von Tiesenhausen.